# Herrarnas turnering i landhockey vid olympiska sommarspelen 1980
Herrarnas turnering i landhockey vid olympiska sommarspelen 1980 spelades mellan den 20 och 26 juli 1980. Alla matcher spelades på Minor Arena of the Central Dynamo Stadium och Young Pioneers Stadium i Moskva och totalt sex lag deltog. Alla mötte alla och de två främst placerade möttes om silver och guld. Trean och fyran spelade om bronset. Det lag som vann turneringen och därmed vann guld var Indien. Spanien vann silver och Sovjetunionen vann brons.

## Medaljörer
| Gren                | Guld | Silver | Brons |
| Herrarnas turnering | Indien Vasudevan Baskaran Bir Bhadur Chettri Sylvanus Dung Dung Merwyn Fernandes Zafar Iqbal Maharaj Krishan Kaushik Charanjit Kumar Sommayya Maneypande Allan Schofield Mohamed Shahid Davinder Singh Gurmail Singh Amarjit Singh Rana Rajinder Singh Ravinder Pal Singh Surinder Singh Sodhi | Spanien Juan Amat Juan Arbós Jaime Arbós Javier Cabot Ricardo Cabot Miguel Chaves Juan Coghen Miguel de Paz Francisco Fábregas José Garcia Rafael Garralda Santiago Malgosa Paulino Monsalve Juan Pellón Carlos Roca Jaime Zumalacárregui | Sovjetunionen Sos Hajrapetjan Minneula Azizov Valeri Beljakov Viktor Deputatov Aleksandr Gontjarov Aleksandr Gusev Sergei Klevtsov Viatjeslav Lampeev Aleksandr Miasnikov Michail Nitjepurenko Leonid Pavlovski Sergei Plesjakov Vladimir Plesjakov Aleksandr Sychyov Oleg Zagorodnev Farit Zigangirov |

## Grupper
Herrarnas turnering innehöll sex lag i en grupp.
- Spanien
- Indien
- Sovjetunionen
- Polen
- Kuba
- Tanzania

## Resultat

### Gruppomgång
| Nr | Lag           | S | V | O | F | GM | IM | MS  | P |
| -- | ------------- | - | - | - | - | -- | -- | --- | - |
| 1  | Spanien       | 5 | 4 | 1 | 0 | 33 | 3  | +30 | 9 |
| 2  | Indien        | 5 | 3 | 2 | 0 | 39 | 6  | +33 | 8 |
| 3  | Sovjetunionen | 5 | 3 | 0 | 2 | 30 | 11 | +19 | 6 |
| 4  | Polen         | 5 | 2 | 1 | 2 | 19 | 15 | +4  | 5 |
| 5  | Kuba          | 5 | 1 | 0 | 4 | 7  | 42 | −35 | 2 |
| 6  | Tanzania      | 5 | 0 | 0 | 5 | 3  | 54 | −51 | 0 |

| Hemma \ Borta | Indien | Kuba | Polen | Sovjetunionen | Spanien | Tanzania |
| Indien        | —      | 13–0 | —     | 4–2           | 2–2     | 18–0     |
| Kuba          | —      | —    | —     | 2–11          | 0–11    | —        |
| Polen         | 2–2    | 7–1  | —     | —             | 0–6     | —        |
| Sovjetunionen | —      | —    | 5–1   | —             | 1–2     | 11–2     |
| Spanien       | —      | —    | —     | —             | —       | —        |
| Tanzania      | —      | 0–4  | 1–9   | —             | 0–12    | —        |

### Medaljmatcher

#### Spel om femte
| 26 juli |  | Kuba | 4 | - | 1 | Tanzania |

#### Bronsmatch
| 26 juli |  | Sovjetunionen | 2 | - | 1 | Polen |

#### Final
| 26 juli | 18:30 | Indien | 4 | - | 3 | Spanien |